# Anacrocampsa bidens
Anacrocampsa bidens är en insektsart som först beskrevs av Taschenberg 1884.  Anacrocampsa bidens ingår i släktet Anacrocampsa och familjen dvärgstritar. Inga underarter finns listade i Catalogue of Life.